# 南川紫菊
南川紫菊（学名：Notoseris porphyrolepis）是菊科紫菊属的植物，是中国的特有植物。分布在中国大陆的贵州、四川等地，生长于海拔1,850米的地区，多生长于山坡林下，目前尚未由人工引种栽培。